# Tlatzintla
Tlatzintla är en ort i Mexiko.   Den ligger i kommunen Acaxochitlán och delstaten Hidalgo, i den sydöstra delen av landet, 130 km nordost om huvudstaden Mexico City. Tlatzintla ligger 2 203 meter över havet och antalet invånare är 586.
Terrängen runt Tlatzintla är huvudsakligen kuperad, men åt sydost är den platt. Runt Tlatzintla är det ganska tätbefolkat, med 239 invånare per kvadratkilometer. Närmaste större samhälle är Tulancingo, 19,8 km väster om Tlatzintla. I omgivningarna runt Tlatzintla växer i huvudsak blandskog.